# Sudán anglo-egipcio
El Sudán anglo-egipcio (en árabe: السودان الإنجليزي المصري‎ as-Sūdān al-Inglīzī al-Maṣrī) fue un condominio del Reino Unido y del Reino de Egipto en la región de Sudán del norte de África entre 1899 y 1956, correspondiente en su mayor parte al territorio de los actuales Sudán y Sudán del Sur. Legalmente, la soberanía y la administración eran compartidas entre Egipto y el Reino Unido, pero en la práctica, la estructura del condominio garantizaba un control británico efectivo sobre Sudán, y en realidad Egipto tenía una influencia de poder local limitada. Mientras tanto, el propio Egipto cayó bajo la creciente influencia británica. Después de la revolución egipcia de 1952, Egipto impulsó el fin del condominio y la independencia de Sudán. Por acuerdo entre Egipto y el Reino Unido en 1953, Sudán obtuvo la independencia como República de Sudán el 1 de enero de 1956. En 2011, el sur de Sudán se independizó como la República de Sudán del Sur.

## Historia

### Unión con Egipto

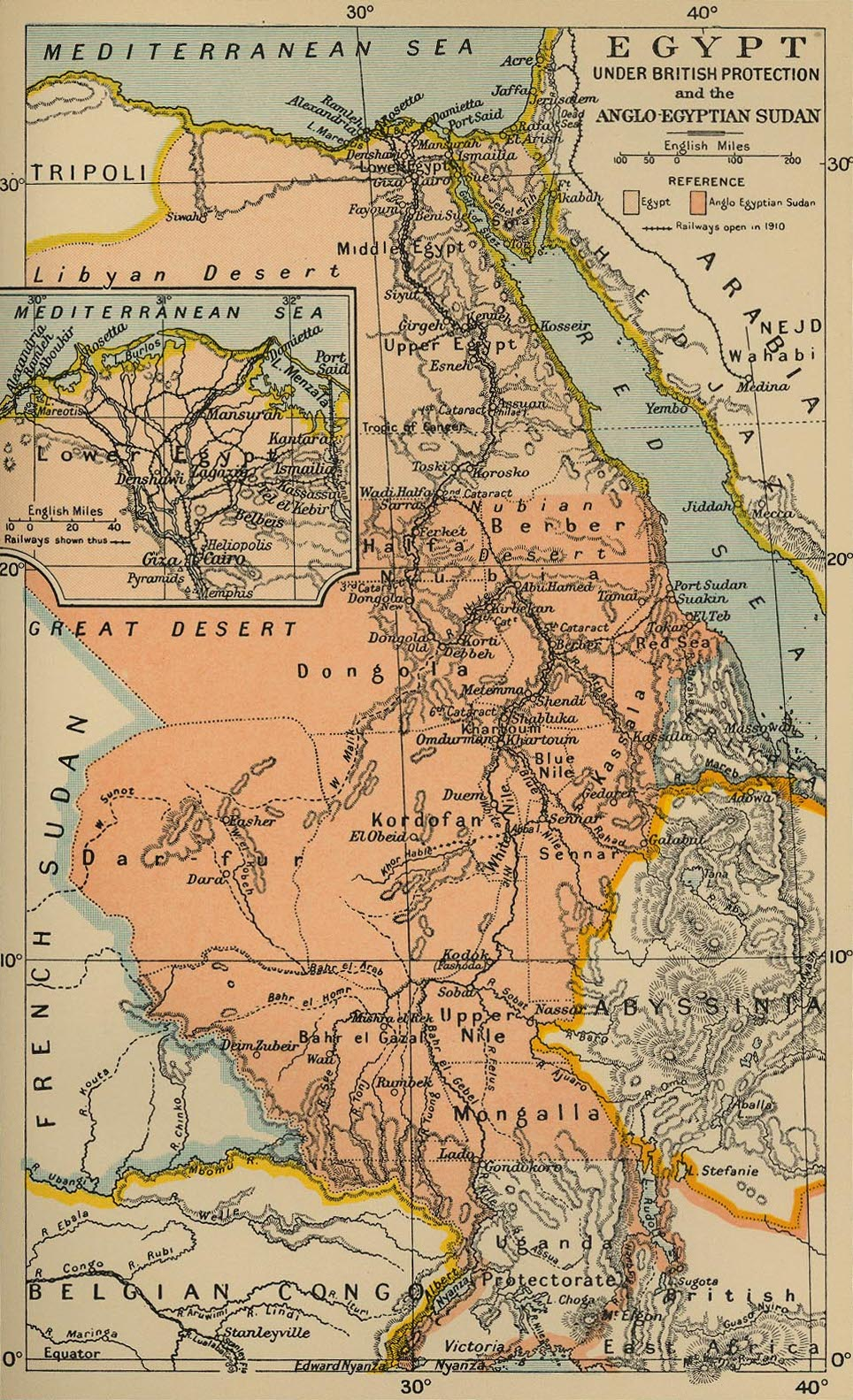
Mapa del Sudán anglo-egipcio.

En el siglo  XIX, si bien nominalmente era un estado vasallo del Imperio otomano, Egipto había actuado como un estado virtualmente independiente desde la toma del poder del valí Mehmet Alí en 1805. En 1820 el valí Mehmet Alí invadió y conquistó el norte de Sudán. La región tenía desde hace mucho tiempo lazos lingüísticos, culturales, religiosos y económicos con Egipto y había estado parcialmente bajo el mismo gobierno en periodos intermitentes desde los tiempos de los faraones. 
Buscando suplantar y finalmente reemplazar al Imperio otomano (al que técnicamente debía lealtad) como el poder regional dominante, Mehmet Alí se declaró jedive y expandió las fronteras de Egipto hacia el sur hasta el Sudán y hacia el este hasta el Levante y Arabia, este último a expensas del Imperio otomano. Durante su reinado y el de sus sucesores, Egipto y Sudán pasaron a ser administradas como una sola entidad política y los sudaneses obtuvieron la ciudadanía egipcia; de esta forma todos los miembros de la dinastía de Mehmet Alí buscaron preservar y extender "la unidad del valle del Nilo". Esta política se amplió e intensificó sobre todo por el nieto de Mehmet Alí, Ismail Pachá, bajo cuyo reinado Egipto consolidó y amplió su control de Sudán tan al sur como la región de los Grandes Lagos de África, al tiempo que adquiría territorios en los actuales Chad, Eritrea, Yibuti y Somalia. Además, el sultán otomano aprobó formalmente el uso hasta ahora no autorizado del título de jedive. Egipto estaba en el apogeo de su poder, con Ismail buscando el establecimiento de un imperio africano contiguo que pudiera ser un baluarte contra la expansión europea en África.
En última instancia, la intervención de las grandes potencias en apoyo del Imperio otomano obligó a Egipto a devolver todo el territorio árabe y levantino a los otomanos tras la muerte de Mehmet Alí, sin embargo, no hubo tal impedimento para la expansión de Egipto hacia el sur.
Sin embargo, las grandes ambiciones de Ismail se vieron truncadas por la ruinosa derrota de Egipto en la guerra egipcio-etíope, que exacerbó los problemas financieros preexistentes en el país causados por sus abrumadoramente costosos programas de rápida modernización. Esto llevó finalmente a que las grandes potencias depusieran a Ismail en 1879 a favor de su hijo, Tewfik Pachá. A partir de entonces, Egipto se retiró de todos los territorios fuera de Sudán, y del Egipto propiamente dicho.

### Participación británica
Con la apertura del canal de Suez en 1869, la importancia económica y estratégica de Egipto y Sudán aumentó de forma exponencial, atrayendo la atención imperial de las grandes potencias, en particular el Reino Unido. Diez años más tarde, en 1879, la inmensa deuda externa del gobierno de Ismail Pachá fue el pretexto de las grandes potencias para obligar a su cese y su sustitución por su hijo Tewfik Pachá. La forma de ascender al trono de Tewfik, producida en gran medida de manos de potencias extranjeras, enfureció a los nacionalistas egipcios y sudaneses que recelaban de la influencia cada vez mayor de los gobiernos y comerciantes europeos en los asuntos del país. La situación se vio agravada por la percepción de corrupción por parte de Tewfik y su mala gestión; una situación que, finalmente, culminando en la revuelta de Orabi dirigida por el jefe nacionalista del ejército, Ahmed Orabi. Estando en grave peligro su supervivencia en el trono, Tewfik pidió la ayuda británica. En 1882, a invitación de Tewfik, los británicos bombardearon la ciudad de Alejandría, principal puerto egipcio, y posteriormente invadieron el país. Las fuerzas británicas derrocaron al gobierno de  Orabi en El Cairo y procedieron a ocupar el resto de Egipto y Sudán en 1882. Aunque oficialmente la autoridad de Tewfik había sido restaurada, en realidad, los británicos tomaron el control de gran parte de Egipto y de los asuntos sudaneses.
La presencia militar británica en Egipto transformó el país en un protectorado virtual del Reino Unido. Aunque siguió siendo de iure un estado vasallo autónomo del Imperio otomano, el verdadero poder ahora recaía en el representante del Reino Unido en El Cairo.

### Revuelta mahdista
El consentimiento de Tewfik a la ocupación británica como precio para asegurar la monarquía, fue detestada profundamente a través de Egipto y Sudán. Con la mayor parte de las fuerzas británicas estacionadas en el norte de Egipto, protegiendo El Cairo, Alejandría y el canal de Suez, la oposición a Tewfik quedó controlada en Egipto. Por el contrario, la presencia militar británica en Sudán fue relativamente limitada y, finalmente, estalló la revuelta. La rebelión en Sudán, encabezada por el líder religioso sudanés Muhammad Ahmad (Abdalla), el autoproclamado mahdi (El Guiado), era a la vez político y religioso. Abdalla no quería sólo expulsar a los británicos, sino derrocar a la monarquía, considerada como laica y apoyada por Occidente, y sustituirla por un gobierno islámico puro. Si bien Abdalla era principalmente una figura de Sudán, atrajo incluso el apoyo de algunos nacionalistas egipcios y tomaron a Tewfik y a los británicos fuera de guardia. La revuelta culminó con la caída de Jartum y la muerte del general Charles George Gordon (Gordon de Jartum) en 1885. Las fuerzas de Tewfik y las del Reino Unido se vieron obligadas a retirarse de casi todo Sudán con Abdalla estableciendo un Estado teocrático.
El gobierno religioso de Abdalla impuso las tradicionales leyes islámicas en Sudán e hizo hincapié en la necesidad de continuar la lucha armada hasta que los británicos fueran completamente expulsados del país y que todo Egipto y Sudán se encontrara bajo su mahdiya. A pesar de que Abdalla murió seis meses después de la caída de Jartum, su deseo se hizo eco plenamente por su sucesor, Abdallahi ibn Muhammad que invadió Etiopía en 1887, penetrando hasta Gondar, y el resto del norte de Sudán y Egipto en 1889. Esta invasión fue detenida por las fuerzas de Tewfik, y fue seguida más tarde por la retirada de Etiopía. Abdullahi destruyó prácticamente todos los sistemas administrativos egipcios y Fung anteriores, y debilitó gravemente las unidades tribales sudanesas. De 1885 a 1898, la población de Sudán cayó de ocho a tres millones debido a la guerra, el hambre, las enfermedades y la persecución.
En la década siguiente, el Reino Unido reformó y remodeló el ejército egipcio como las líneas británicas, y en conjunto las fuerzas británicas y egipcias gradualmente derrotaron a los rebeldes mahdistas y restauraron la autoridad nominal del jedive egipcio en Sudán. Sin embargo, como en el Egipto propio, esta autoridad se vio en realidad comprometida por el control británico efectivo.

### Condominio anglo-egipcio 1899-1956

Bandera del gobernador general.

Bandera del Reino de Egipto y Sudán (utilizada incluso después de la abolición de la monarquía tras la revolución egipcia).

Después de una serie de derrotas mahdistas, el hijo y sucesor de Tewfik, Abbas II, y los británicos decidieron restablecer su control sobre Sudán. Liderando una fuerza conjunta de Egipto y el Reino Unido, Lord Kitchener dirigió campañas militares desde 1896 hasta 1898. La campaña de Kitchener culminó en las batallas de Atbara y de Omdurmán. Con su superioridad militar los británicos obligaron a Abbas a aceptar el control británico en Sudán. Considerando que la influencia británica en Egipto era oficialmente de asesoramiento (aunque en realidad era mucho más directo), los británicos insistían en que su papel en el Sudán se formalizará. En 1899, el Reino Unido obligó a Abbas II, el sucesor de Tewfik como jedive, a transformar Sudán de una parte integral de Egipto en un condominio en el que la soberanía sería compartida entre Egipto y el Reino Unido. Una vez establecido, el condominio fue testigo de un control egipcio cada vez menor y durante la mayor parte de su existencia sería gobernado en la práctica por el Reino Unido a través del gobernador general en Jartum. Durante el resto de su reinado, este sería uno de los puntos álgidos entre el jedive nacionalista Abbas II y el Reino Unido, con Abbas buscando detener y revertir el proceso de aumento del control británico en Egipto y Sudán.  Durante la Primera Guerra Mundial, los británicos invadieron e incorporaron Darfur al Sudán anglo-egipcio en 1916.
Siguiendo una política de dividir y gobernar, los británicos estaban dispuestos a revertir el proceso, iniciado bajo Mehmet Alí, de unir el valle del Nilo bajo el liderazgo egipcio, y pretendían hacer fracasar todos los esfuerzos por seguir uniendo los dos países. Esta política fue interiorizada dentro del mismo Sudán, con los británicos decididos a exacerbar las diferencias y fricciones entre los numerosos grupos étnicos de Sudán. Desde 1924 en adelante, los británicos, esencialmente dividieron Sudán en dos territorios separados: uno al norte predominantemente musulmán de habla árabe y un sur de mayoría animista y cristiana, donde se alentó el uso del idioma inglés.
La continua ocupación británica de Sudán dio pie a una reacción nacionalista cada vez más estridente en Egipto, con los líderes nacionalistas egipcios decididos a forzar al Reino Unido a reconocer una unión independiente de Egipto y Sudán. Tras la entrada del Imperio otomano en la Primera Guerra Mundial como miembro de las Potencias Centrales en 1914, el Reino Unido depuso al antibritánico Abbas II a favor de su tío probritánico, Hussein Kamel. Se puso fin a la ficción legal de la soberanía otomana, y el Sultanato de Egipto, destruido por el Imperio otomano en 1517, se restableció con Hussein Kamal como sultán de Egipto y Sudán, mientras que su hermano Fuad I lo sucedió en el cargo. A pesar de la restauración del sultanato nominal, el poder británico en Egipto y Sudán no disminuyó, ya que el Reino Unido declaró a Egipto como un protectorado formal del Reino Unido. Si bien Egipto no fue anexado al Imperio británico, y el rey británico nunca se convirtió en soberano de Egipto, el estatus de Egipto como protectorado impidió cualquier independencia real del sultanato. A todos los efectos, el Sultanato de Egipto estaba tan controlado por el Reino Unido como lo había estado el Jedivato de Egipto. 
La creciente ira nacionalista por el control británico condujo a la revolución egipcia de 1919, lo que llevó al Reino Unido a reconocer la independencia egipcia en 1922 como el Reino de Egipto. Los nacionalistas egipcios y los sudaneses que estaban a favor de la unión con Egipto exigieron que Sudán se incluyera dentro de los límites del reino, con el término Reino de Egipto y Sudán entrando en la lengua vernácula nacionalista. Sin embargo, en los términos del instrumento legal por el que el Reino Unido reconoció la independencia de Egipto, se reservó específicamente el tema de la gobernabilidad de Sudán como una cuestión a resolver en el futuro. Desafiando las demandas egipcias y sudanesas, el Reino Unido asumió gradualmente un mayor control del condominio, superando a Egipto casi por completo en 1924.
El fracaso del gobierno de El Cairo para poner fin a la ocupación británica llevó a esfuerzos separados por la independencia de Sudán en sí, el primero de los cuales fue dirigido por un grupo de oficiales del ejército sudanés conocido como la Liga de la Bandera Blanca en 1924. El grupo fue liderado por el primer teniente Ali Abdullatif y el primer teniente Abdul Fadil Almaz. Este último dirigió una insurrección en la academia de formación militar, que terminó con su derrota y la muerte de Almaz después de que el ejército británico volase el hospital militar donde se encontraba guarnicionado. Esta derrota fue (supuestamente) en parte el resultado de que las tropas egipcias en Jartum Norte no apoyaron la insurrección con artillería como se había prometido anteriormente.

### Derogación del condominio

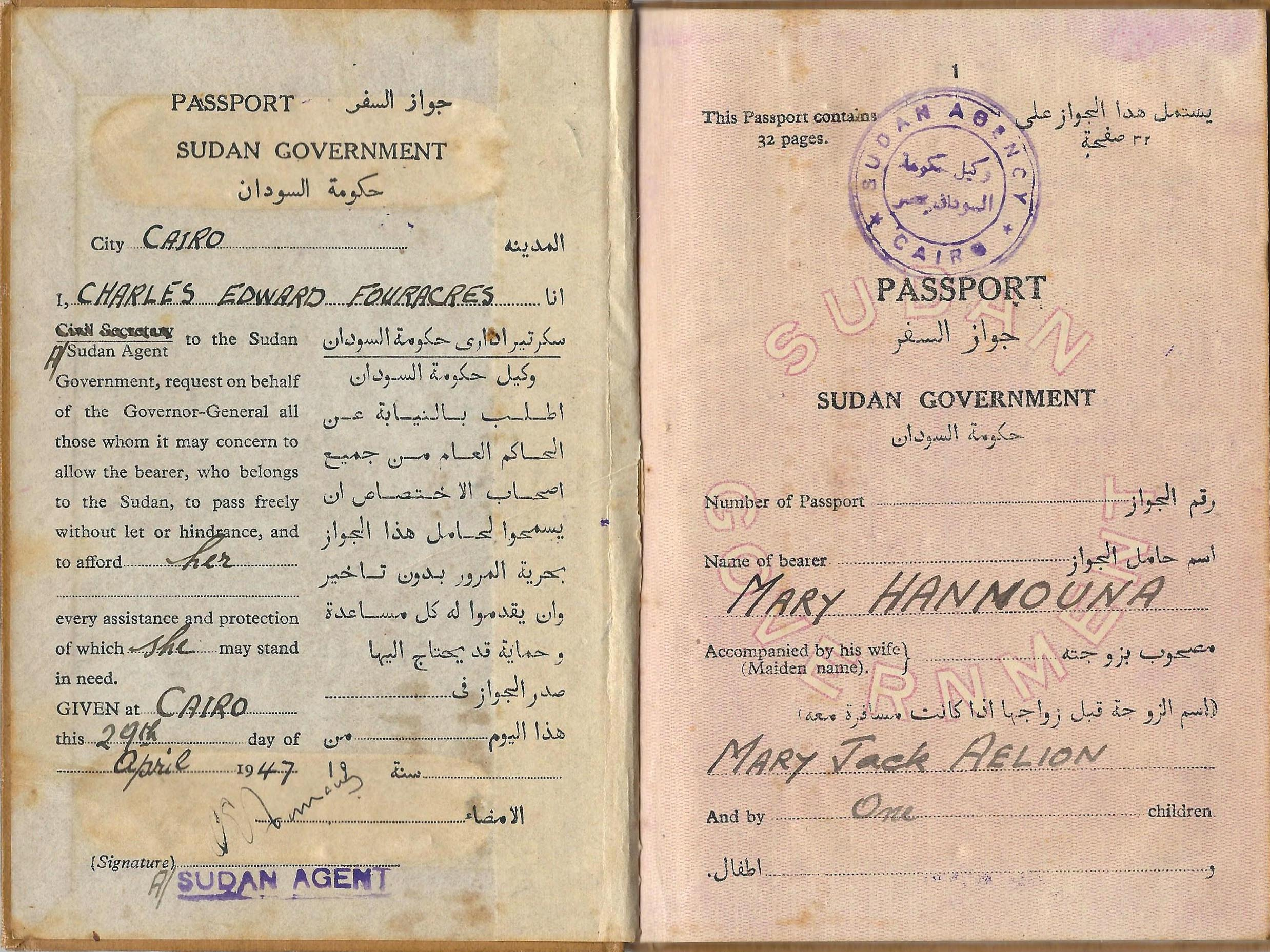
Pasaporte sudanés de 1947, siendo una emisión consular de El Cairo.

Incluso cuando los británicos pusieron fin a su ocupación del Reino de Egipto en 1936 (con la excepción de la zona del canal de Suez), mantuvieron sus fuerzas en Sudán. Los sucesivos gobiernos de El Cairo, en repetidas ocasiones declararon su anulación del acuerdo de condominio, y proclamaron que la presencia británica en Sudán era ilegítima, e insistieron en el pleno reconocimiento británico del rey Faruq como el "rey de Egipto y Sudán", un reconocimiento que los británicos se resistían a conceder, sobre todo porque Faruq estaba negociando en secreto con Mussolini para una invasión italiana.
En 1948 tuvo lugar una reforma constitucional que supuso la elección de una Asamblea de 65 miembros, de los cuales diez eran elegidos por sufragio directo y secreto, 42 más por voto indirecto y otros trece por los ocho consejos provinciales. También existía un Consejo Ejecutivo que incluía entre sus miembros a representantes británicos.
El 16 de octubre de 1951, el gobierno egipcio derogó los acuerdos que sustentaban el condominio y declaró que Egipto y Sudán estaban legalmente unidos como el Reino de Egipto y Sudán, con el rey Faruq como rey de Egipto y Sudán. Fue la revolución egipcia de 1952 la que finalmente puso en marcha una serie de eventos que finalmente pondrían fin a la ocupación británica y egipcia de Sudán. Tras haber abolido la monarquía en 1953, los nuevos líderes de Egipto, Muhammad Naguib, quien fue criado como hijo de un oficial del ejército egipcio en Sudán, y Gamal Abdel Nasser, creyeron que la única forma de terminar con la dominación británica en Sudán era que el propio Egipto abandonara oficialmente su soberanía sobre Sudán.
Dado que el reclamo británico de controlar Sudán teóricamente dependía de la soberanía egipcia, los revolucionarios calcularon que esta táctica no dejaría al Reino Unido sin otra opción que retirarse. Además, Nasser sabía desde hacía algún tiempo que sería problemático para Egipto gobernar el empobrecido Sudán.

### Transición a la independencia

Bandera de Sudán utilizada de forma provisional durante la Conferencia afroasiática de abril de 1955.

En 1943, se estableció un Consejo Asesor de Sudán del Norte que trajo un nivel de autogobierno a las provincias septentrionales del Sudán anglo-egipcio. En una conferencia sostenida en Yuba en 1947, se decidió integrar la administración de las provincias meridionales con las septentrionales. Trece representantes designados de las provincias meridionales ocuparon escaños en la Asamblea Legislativa de Sudán en 1948.
En febrero de 1953 se llegó a un acuerdo entre Egipto, el Reino Unido y representantes políticos sudaneses para la transición del régimen de condominio al autogobierno. Sudán obtuvo el autogobierno en marzo de 1953 y Ismail al-Azhari se convirtió en Primer ministro en 1954. Se formó una asamblea constituyente y se redactó una constitución de transición. Los representantes sudaneses podrían participar en la Conferencia afroasiática prevista para abril de 1955.
En octubre de 1954, los gobiernos de Egipto y el Reino Unido firmaron un tratado que otorgaría la independencia de Sudán el 1 de enero de 1956. Sudán se convirtió en un estado soberano independiente, la República de Sudán , 1 de enero de 1956, poniendo fin a su unión de casi 136 años con Egipto y su ocupación de 56 años por parte de los británicos.

## Provincias

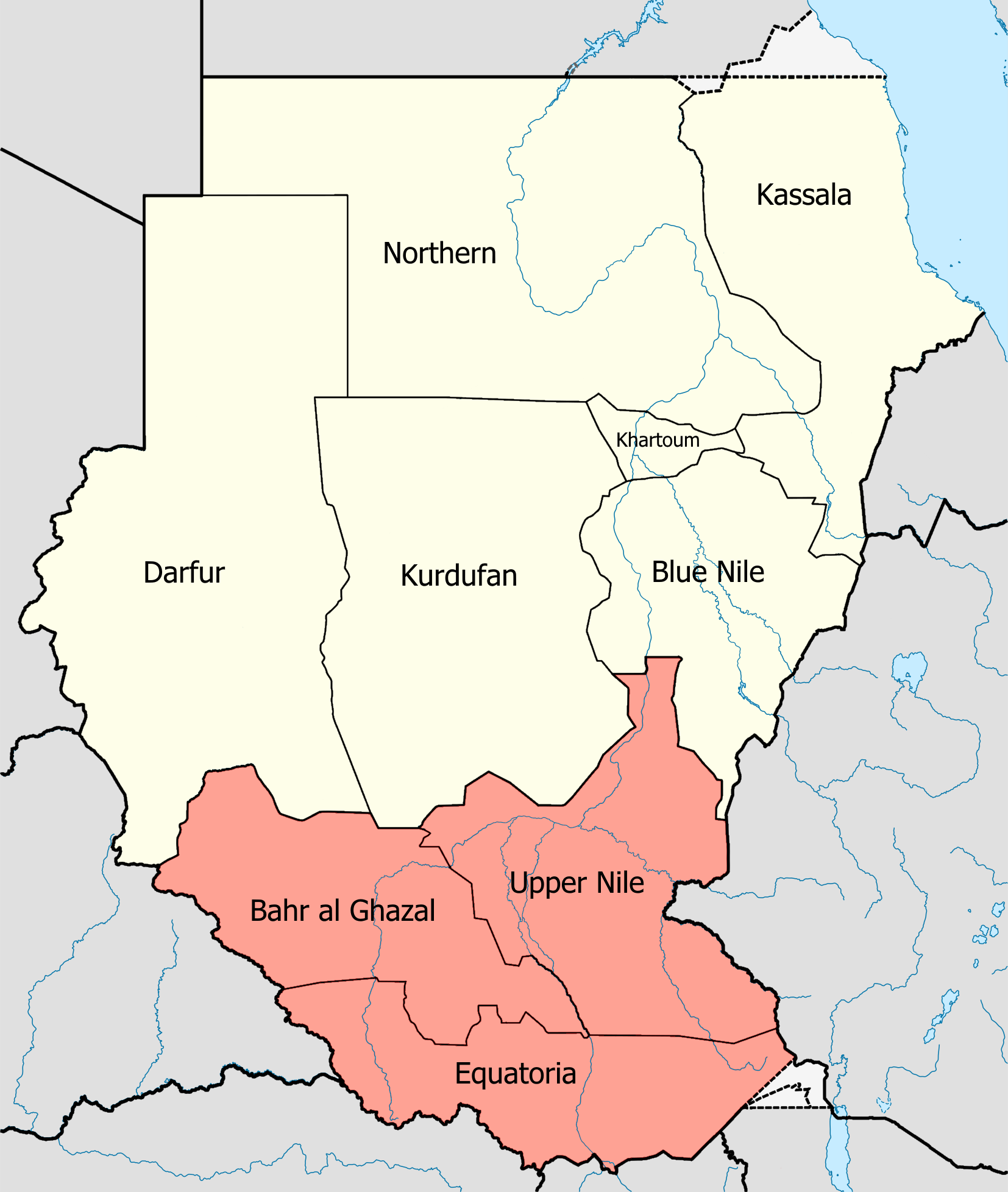
Provincias del Sudán anglo-egipcio en 1948. Las provincias del futuro Sudán del Sur están coloreadas en rojo.

El Sudán anglo-egipcio se dividió en ocho provincias, que eran ambiguas cuando se crearon, pero quedaron bien definidas al comienzo de la Segunda Guerra Mundial. Las ocho provincias eran: Nilo Azul, Darfur, Ecuatoria, Kassala, Jartum, Kordofán, Norte, y Alto Nilo. En 1948, Bar el Gazal se separó de Ecuatoria.

## Cultura popular
Varias películas se han ocupado de las operaciones militares británicas en Sudán durante el período.
- Las cuatro plumas (versiones de: 1915, 1921, 1929, 1939, 1978, 2002)
- Tormenta sobre el Nilo (1955)
- Kartum (1966)